# 天津灘福一
天津灘 福一（あまつなだ ふくいち、1932年8月2日 - 2001年3月28日）は、佐賀県小城郡牛津町（現：同県小城市牛津町）出身で二所ノ関部屋に所属した大相撲力士。本名は田村 福一（たむら ふくいち）→田 福喜（でん ふくき（韓国名, 朝: 전호동））。現役時代の体格は183cm、100kg。得意手は左四つ、寄り、下手投げなど。最高位は西前頭18枚目（1958年7月場所）。

## 来歴・人物
18歳の時上京し、二所ノ関部屋に入門。1950年9月場所で初土俵を踏んだ。当初の四股名は、本名と同じ「田村」。
左四つからの吊り寄りを得意とし、闘志溢れる相撲を取った。3歳年下の羽子錦徳三郎（高嶋部屋→友綱部屋。後、前頭10枚目まで昇進）とは、所属する一門は違っていたが、親友同士であった。
その後、1957年3月場所で十両に昇進し、翌年5月場所で新入幕を果たした。しかし幕内では苦戦し、僅か3場所務めただけで、再度十両に逆戻り。
以降はずっと十両にあったが、下位で3勝12敗と大負けして幕下陥落が避けられなくなった1961年9月場所を以って、29歳で廃業した。
廃業後、弟弟子である大鵬の実姉と結婚し、大阪市で寿司料理店を営んだ。しかし、程無くして店を閉じ離別。
その後は在日韓国人であったこともあり単身大韓民国へ渡り、同国の首都・ソウル市で日本料理の店を経営し、現地の女性と再婚したという。その店は後、『水曜どうでしょう』の「韓国サイコロの旅」で紹介されている（スタッフは店へは訪れていない）。
2001年3月28日早朝、肝不全のため韓国・永川市内の病院で逝去。68歳没。

## 主な成績
- 通算成績：308勝302敗 勝率.505
- 幕内成績：18勝27敗 勝率.400
- 現役在位：50場所
- 幕内在位：3場所

### 場所別成績
| | 一月場所 初場所（東京） | 三月場所 春場所（大阪） | 五月場所 夏場所（東京） | 七月場所 名古屋場所（愛知） | 九月場所 秋場所（東京）  | 十一月場所 九州場所（福岡） |
| --- | ----------------------- | ----------------------- | ----------------------- | --------------------------- | ------------------------ | --------------------------- |
| 1950年 （昭和25年） | x                       | x                       | x                       | x                           | （前相撲）               | x                           |
| 1951年 （昭和26年） | 東序ノ口5枚目 6–9       | x                       | 西序二段22枚目 6–9      | x                           | 東序二段17枚目 9–6       | x                           |
| 1952年 （昭和27年） | 東三段目44枚目 2–6      | x                       | 東序二段3枚目 6–2       | x                           | 東三段目33枚目 6–2       | x                           |
| 1953年 （昭和28年） | 西三段目13枚目 4–4      | 東三段目9枚目 3–5       | 東三段目11枚目 5–3      | x                           | 東三段目筆頭 4–4         | x                           |
| 1954年 （昭和29年） | 東幕下41枚目 4–4        | 西幕下37枚目 3–5        | 西幕下39枚目 6–2        | x                           | 東幕下24枚目 3–5         | x                           |
| 1955年 （昭和30年） | 西幕下29枚目 6–2        | 西幕下19枚目 5–3        | 東幕下12枚目 2–6        | x                           | 東幕下18枚目 4–4         | x                           |
| 1956年 （昭和31年） | 東幕下16枚目 5–3        | 東幕下12枚目 4–4        | 東幕下11枚目 6–2        | x                           | 西幕下7枚目 6–2          | x                           |
| 1957年 （昭和32年） | 東幕下筆頭 6–2          | 西十両18枚目 10–5       | 西十両9枚目 7–8         | x                           | 西十両10枚目 7–8         | 東十両11枚目 10–5           |
| 1958年 （昭和33年） | 西十両9枚目 10–5        | 西十両3枚目 10–5        | 西前頭22枚目 8–7        | 西前頭18枚目 7–8            | 西前頭19枚目 3–12        | 西十両6枚目 6–9             |
| 1959年 （昭和34年） | 西十両9枚目 6–9         | 西十両13枚目 7–8        | 東十両15枚目 11–4       | 東十両7枚目 9–6             | 東十両4枚目 7–8          | 西十両6枚目 9–6             |
| 1960年 （昭和35年） | 東十両4枚目 5–10        | 西十両8枚目 9–6         | 西十両5枚目 8–7         | 西十両4枚目 4–11            | 西十両9枚目 9–6          | 西十両4枚目 6–9             |
| 1961年 （昭和36年） | 西十両7枚目 5–10        | 西十両12枚目 7–8        | 東十両14枚目 8–7        | 東十両12枚目 6–9            | 西十両16枚目 引退 3–12–0 | x                           |
| 各欄の数字は、「勝ち-負け-休場」を示す。 優勝 引退 休場 十両 幕下 三賞：敢=敢闘賞、殊=殊勲賞、技=技能賞 その他：★=金星 番付階級：幕内 - 十両 - 幕下 - 三段目 - 序二段 - 序ノ口 幕内序列：横綱 - 大関 - 関脇 - 小結 - 前頭（「#数字」は各位内の序列） |                         |                         |                         |                             |                          |                             |

### 幕内対戦成績
| 力士名 | 勝数 | 負数 | 力士名   | 勝数 | 負数 | 力士名         | 勝数 | 負数 | 力士名 | 勝数 | 負数 |
| ------ | ---- | ---- | -------- | ---- | ---- | -------------- | ---- | ---- | ------ | ---- | ---- |
| 愛宕山 | 1    | 1    | 泉洋     | 0    | 1    | 岩風           | 1    | 0    | 及川   | 1    | 2    |
| 大起   | 0    | 1    | 小城ノ花 | 0    | 2    | 金ノ花         | 2    | 0    | 清恵波 | 0    | 3    |
| 鬼竜川 | 1    | 1    | 国登     | 1    | 2    | 鯉の勢         | 0    | 1    | 嶋錦   | 0    | 1    |
| 高錦   | 1    | 1    | 常錦     | 0    | 2    | 鳴門海         | 0    | 2    | 羽嶋山 | 0    | 1    |
| 羽子錦 | 2    | 0    | 広瀬川   | 1    | 0    | 福乃海         | 1    | 0    | 福乃里 | 2    | 0    |
| 星甲   | 0    | 2    | 前ヶ潮   | 1    | 0    | 前ノ山(佐田岬) | 1    | 1    | 宮錦   | 2    | 0    |
| 八染   | 0    | 2    |          |      |      |                |      |      |        |      |      |

## 改名歴
- 田村 福一（たむら ふくいち、1951年1月場所 - 1952年1月場所）
- 天津灘 福一（あまつなだ ふくいち、1952年5月場所 - 1961年9月場所）